# Nevada Assembly

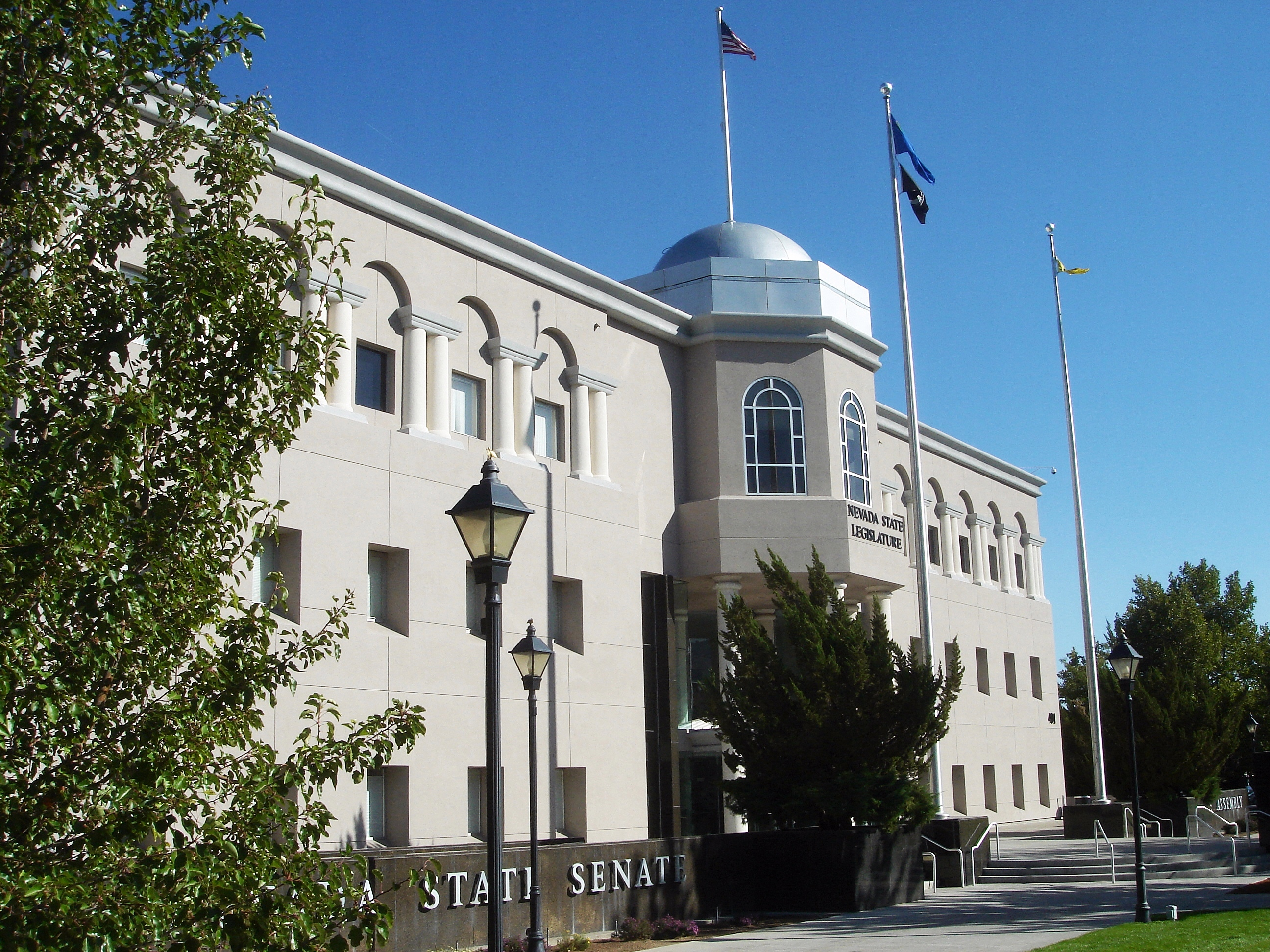
Nevada Legislature Building

Die Nevada Assembly ist das Unterhaus der Nevada Legislature, der Legislative des US-Bundesstaates Nevada. Die Parlamentskammer setzt sich aus 42 Abgeordneten zusammen, die jeweils einen Wahldistrikt repräsentieren. Jede dieser festgelegten Einheiten umfasst eine Zahl von durchschnittlich 47.400 Einwohnern (Stand 2000), wenngleich das Census Bureau 2006 eine Durchschnittsbevölkerung von 59.400 pro Distrikt schätzte. Die Abgeordneten werden jeweils für zweijährige Amtszeiten gewählt. Es existiert eine Beschränkung der Amtszeit auf sechs Amtsperioden (12 Jahre). Die ersten Folgen waren im Jahr 2010 spürbar, als zwölf Abgeordnete aus der Assembly ausscheiden mussten.
Die Assembly kann Mitglieder aufgrund schwerer Verfehlungen mit Zweidrittelmehrheit ausschließen, davon machte sie zum ersten Mal im Jahr 2013 gegen Steven Brooks Gebrauch.
Die Abgeordneten der Assembly versammelten sich bis 1971 im Nevada State Capitol in der Hauptstadt Carson City; seitdem nutzen sie das neu errichtete Legislature Building in unmittelbarer Nachbarschaft. Wie im benachbarten Kalifornien wird das Unterhaus der Legislative als eine „Assembly“ bezeichnet und nicht, wie üblich, als „Repräsentantenhaus“.

## Versammlungen
Die Assembly, wie auch der Senat, setzt sich aus Abgeordneten zusammen, die für die ersten 60 Tage einer vorgegebenen Sitzung einen verhältnismäßig kleinen Tagessatz als Vergütung bekommen. Ferner versammelt sich die Assembly, sowie der Senat, für maximal 120 Tage, beginnend mit dem ersten Montag im Februar in jedem ungeraden Jahr. Den heutigen Anforderungen an ein Parlament entspricht dieser kurze Zeitraum aber nicht, weshalb er regelmäßig verlängert wird.

## Struktur der Kammer
Vorsitzender der Kammer ist der Speaker of the Assembly. Er wird zunächst von der Mehrheitsfraktion der Kammer gewählt, ehe die Bestätigung durch das gesamte Parlament folgt. Der Speaker ist auch für den Ablauf der Gesetzgebung verantwortlich und überwacht die Abstellungen in die verschiedenen Ausschüsse.
Weitere wichtige Amtsinhaber sind der Mehrheitsführer (Majority leader) und der Oppositionsführer (Minority leader), die von den jeweiligen Fraktionen gewählt werden.

### Zusammensetzung der Kammer
| Partei   | Partei                 | Abgeordnete |
| -------- | ---------------------- | ----------- |
|          | Demokratische Partei   | 26          |
|          | Republikanische Partei | 16          |
| Summe    | Summe                  | 42          |
| Mehrheit | Mehrheit               | 10          |

### Wichtige Kammermitglieder
| Position                        | Name                | Partei       | Bezirk |
| ------------------------------- | ------------------- | ------------ | ------ |
| Speaker of the Assembly         | John Oceguera       | Demokrat     | 16     |
| Speaker Pro Tempore             | Debbie Smith        | Demokrat     | 30     |
| Majority Leader                 | Marcus Conklin      | Demokrat     | 37     |
| Majority Whip                   | William C. Horne    | Demokrat     | 34     |
| Assistant Floor Majority Leader | Marilyn Kirkpatrick | Demokrat     | 1      |
| Senior Chief Deputy Whip        | Kelvin Atkinson     | Demokrat     | 17     |
| Minority Leader                 | Pete Goicoechea     | Republikaner | 35     |
| Minority Whip                   | Tom Grady           | Republikaner | 38     |
| Minority Whip                   | Marcus Sherwood     | Republikaner | 21     |
| Assistant Minority Leader       | Lynn D. Stewart     | Republikaner | 22     |